# Samuel Jennings
Pour les articles homonymes, voir Jennings.
Samuel Jennings, né le 26 décembre 1898 à Cinderhill (Angleterre) et mort le 26 août 1944 à Battle (Angleterre), était un joueur et entraîneur de football anglais.

## Biographie
Jennings a évolué sous les couleurs des Highbury Vale Methodists, Basford United, 5th Reserve Battalion Coldstream Guards, de Basford National Ordinance Factory, de Norwich City, Middlesbrough, Reading, West Ham United, Brighton & Hove Albion et Nottingham Forest. Il rejoint Port Vale en mai 1929 et inscrit deux buts dès son arrivée, jusqu'à devenir le meilleur buteur du club lors de la saison 1929-1930 avec 24 buts, remportant ainsi le titre de Football League Division Three North (en). Avec 17 buts inscrits lors de la saison suivante, il est une nouvelle fois le meilleur buteur de l'équipe. Il est transféré à Stockport County en septembre 1931 et jouera plus tard à Burnley et Scarborough, avec un intermède en France, à l'Olympique de Marseille et au Club français.
Jennings a travaillé dans le staff technique de l'Olympique de Marseille. Il est plus tard entraîneur adjoint de Wisbech Town (en) et de Glentoran avant d'être manager de Rochdale en 1937.
Samuel Jennings décède le 26 août 1944 durant la Seconde Guerre mondiale.

## Palmarès
- Football League Division Three North (en) : champion en 1930